# Stefan van Dijk
Pour les articles homonymes, voir Van Dijk.
Stefan van Dijk, né le 22 janvier 1976 à Honselersdijk, est un coureur cycliste néerlandais professionnel de 2000 à 2013. Il a notamment été champion des Pays-Bas en 2002. Il a également terminé à la deuxième place de l'UCI Europe Tour en 2005.

## Biographie
Stefan van Dijk passe professionnel en 2000 au sein de l'équipe allemande Cologne. Après une première saison sans victoire, il rejoint la formation néerlandaise Bankgiroloterij. Il y obtient de bons résultats et se révèle un bon sprinter, gagnant le Tour de Hollande du Nord et une étape du Tour des Pays-Bas. La prestigieuse équipe belge Lotto le recrute alors. Van Dijk y reste durant trois saisons, et y remporte entre autres l'Omloop van de Vlaamse Scheldeboorden à deux reprises, des étapes sur les tours du Danemark, de Picardie et du Qatar. Il acquiert le principal titre de sa carrière en 2002 en s'imposant à Rotterdam sur le championnat des Pays-Bas.
En 2005, Stefan van Dijk signe pour l'équipe Mr.Bookmaker.com. Il y remporte plusieurs victoires, et se place sur le podium de plusieurs épreuves importantes de l'UCI Europe Tour, comme Paris-Bruxelles, le Grand Prix de Fourmies ou le Grand Prix d'Isbergues. Bien que son équipe ne soit pas membre du ProTour, elle bénéficie d'invitations sur certaines épreuves, lui permettant de s'imposer sur une étape du Eneco Tour devant les meilleurs sprinters du peloton, et d'obtenir une bonne onzième place sur Paris-Tours. Grâce à ces performances, il termine la saison à la deuxième place de l'UCI Europe Tour, derrière le Brésilien Murilo Fischer.
Cette très bonne saison est ternie par une suspension d'un an à laquelle il est condamné pour s'être soustrait à un contrôle antidopage à son domicile.
Non conservé par son équipe, devenue Unibet.com, Stefan van Dijk revient dans le peloton en 2007 dans l'équipe allemande Wiesenhof. Il ne remporte aucune course durant cette saison, mais passe souvent près de la victoire sur les épreuves belges et néerlandaises, notamment Veenendaal-Veenendaal (2e), mais aussi le Delta Profronde, le Tour de Rijke, et durant les Trois Jours de Flandre-Occidentale. Il termine cette fois à la quatrième place de l'UCI Europe Tour.
De 2009 à 2013, Stefan van Dijk évolue chez les Belges de Verandas Willems, devenue ensuite Accent Jobs-Wanty. À l'issue de la saison 2013, il arrête sa carrière après avoir été suspendu pour huit ans par la Commission antidopage belge, qui fait suite à la suspension d'un an en 2005, pour avoir suivi un traitement d'ozonothérapie pour soigner une mononucléose en 2011.

## Palmarès
| - 1994 - 2e du championnat des Pays-Bas sur route juniors - 1996 - Champion des Pays-Bas sur route espoirs - 1997 - Tour Beneden-Maas - 2e du GP Wielerrevue - 1998 - 2e étape de l'Olympia's Tour - Prologue du Tour de Hesse - 2e du Grand Prix de Waregem - 3e de l'Internationale Wielertrofee Jong Maar Moedig - 1999 - Omloop van de Grensstreek - Internationale Wielertrofee Jong Maar Moedig - 2000 - 3e du Tour des Pays-Bas - 2001 - Tour de Hollande-Septentrionale - 1re étape du Tour des Pays-Bas - 2e et 4ea étapes de la Course de la Solidarité olympique - Omloop van de Westkust - 2002 - Champion des Pays-Bas sur route - Prologue et 3e étape du Grand Prix Erik Breukink - Circuit des bords flamands de l'Escaut - 2e étape du Tour du Danemark - 3e du Grand Prix de l'Escaut - 2003 - Delta Profronde - Le Samyn - 3e étape du Tour de Picardie - 3e étape du Tour du Qatar - 2e du championnat des Pays-Bas sur route - 2004 - Tour de Hollande-Septentrionale - 3e étape du Tour de Picardie - À travers Gendringen - Circuit des bords flamands de l'Escaut - 3e du Tour de Picardie - 3e du Delta Profronde - 2005 - 5e étape du Tour de Belgique - 6e étape de l'Eneco Tour - Tour de Frise - Tour de Rijke - 2e de Paris-Bruxelles - 2e du Grand Prix de Fourmies - 2e du Grand Prix d'Isbergues | - 2007 - 2e de Veenendaal-Veenendaal - 2e du Delta Profronde - 2e de la Coupe Sels - 3e des Trois Jours de Flandre-Occidentale - 3e du Tour de Münster - 3e du Tour de Rijke - 3e de la Châteauroux Classic de l'Indre - 2008 - 2e étape de l'Étoile de Bessèges - 2e du Tour de Drenthe - 2e du Mémorial Rik Van Steenbergen - 2e du Championnat des Flandres - 2009 - Ruddervoorde Koerse - 2e du Mémorial Rik Van Steenbergen - 2e de la Polynormande - 2e de la Flèche du port d'Anvers - 2e du Prix national de clôture - 2e du Grand Prix Beeckman-De Caluwé - 3e de l'Omloop der Kempen - 2010 - Arno Wallaard Memorial - Omloop der Kempen - Grand Prix de la ville de Zottegem - Circuit du Houtland - 2e étape du Tour de Wallonie - 2e du Grand Prix Pino Cerami - 2e de la Coupe Sels - 3e du Prix national de clôture - 3e de la Dutch Food Valley Classic - 3e de Paris-Bruxelles - 2011 - 1re étape de la Route du Sud - 2e du Circuit du Pays de Waes - 2e de la Nokere Koerse - 2e du Circuit du Houtland - 3e de la Dutch Food Valley Classic - 3e du Grand Prix de Fourmies - 2012 - 3e du Prix national de clôture - 2013 - 2e du Grand Prix Beeckman-De Caluwé |

## Classements mondiaux
| Année           | 2005 | 2006 | 2007 | 2008 | 2009 | 2010 | 2011 | 2012 | 2013 |
| --------------- | ---- | ---- | ---- | ---- | ---- | ---- | ---- | ---- | ---- |
| UCI Asia Tour   | 85e  |      |      |      |      |      |      |      |      |
| UCI Europe Tour | 2e   |      | 4e   | 6e   | 25e  | 2e   | 6e   | 218e | 242e |